# Parametrul lui Tisserand
În astronomie, parametrul lui Tisserand sau invariantul lui Tisserand servește drept criteriu de similaritate în studiul orbitelor cometelor și asteroizilor.

## Definiție
Parametrul lui Tisserand este definit de relația următoare:
{\displaystyle T={\frac {1}{a}}+2{\sqrt {a(1-e^{2})}}}
unde {\displaystyle a} corespunde semiaxei majore a orbitei cometei, iar {\displaystyle e} excentricității acesteia din urmă.
Își trage numele de la astronomul francez Félix Tisserand (1845-1896), care a fost director al observatoarelor de la Toulouse apoi de la Paris, profesor de astronomie matematică la Sorbonne și membru al Academiei de Științe din Franța.